# Duga Poljana (Sjenica)
Duga Poljana (em cirílico: Дуга Пољана) é uma vila da Sérvia localizada no município de Sjenica, pertencente ao distrito de Zlatibor. A sua população era de 452 habitantes segundo o censo de 2011.

## Demografia
| 1948 | 1953 | 1961 | 1971 | 1981 | 1991 | 2002 | 2011 |
| ---- | ---- | ---- | ---- | ---- | ---- | ---- | ---- |
| 731  | 673  | 725  | 796  | 777  | 685  | 594  | 452  |